# Conotrachelus pusillus
Conotrachelus pusillus – gatunek chrząszcza z rodziny ryjkowcowatych.

## Taksonomia
Gatunek ten został opisany w 1878 roku przez Johna Lawrence’a LeConte’a. Holotyp został odłowiony w miejscowości Enterprise w Hrabstwie Volusia na Florydzie. Epitet gatunkowy pochodzi od łacińskiego słowa oznaczającego mały.

## Zasięg występowania
Występuje we wsch. część Ameryki Północnej od Quebecu i Florydy na wsch., po Kansas i Teksas na zach.

## Budowa ciała
Osiąga 2,5 – 2,7 mm długości ciała.